# Sinan-gun
Sinan-gun, även skrivet Shinan-gun, (hangul 신안군, hanja 新安郡) är en landskommun (gun) i den sydkoreanska provinsen Södra Jeolla.  Vid slutet av 2020 hade kommunen 39 702 invånare. Sinan-gun är känt för sitt havssalt.
Kommunen utgörs av en arkipelag i Gula havet utanför Koreahalvöns sydvästra del. Den består av 73 bebodda öar och drygt 700 obebodda öar. Sinan-gun har haft en kraftig befolkningsminskning:
| År   | Antal invånare |
| ---- | -------------- |
| 1983 | 118 708        |
| 1990 | 102 241        |
| 2000 | 53 164         |
| 2010 | 45 836         |
| 2020 | 39 702         |

## Administrativ indelning
Kommunen består av två köpingar (eup) och tolv socknar (myeon) (inom parenteser antal bebodda öar):

- Amtae-myeon (4)
- Anjwa-myeon (7)
- Aphae-eup (7)
- Bigeum-myeon (3)
- Docho-myeon (4)
- Haui-myeon (9)
- Heuksan-myeon (11)
- Imja-myeon (3)
- Jaeun-myeon (1)
- Jangsan-myeon (5)
- Jeungdo-myeon (6)
- Jido-eup (7)
- Palgeum-myeon (2)
- Sinui-myeon (4)